# TOUR2013 GOOD BY YOSHII KAZUYA
TOUR2013 GOOD BY YOSHII KAZUYAは吉井和哉のライブ映像作品。

## 解説
吉井和哉が2013年に行ったツアー「TOUR2013 GOOD BY YOSHII KAZUYA」最終公演の5月18日、福島あづま総合体育館メインアリーナ公演を収録している。2012年に行われた『.HEARTS TOUR』、本作と『.HEARTS TOUR』をまとめた『10-TEN-』が同時発売。

## 収録曲
Blu-ray DiscはDISC1に全て収録されている。

### DISC1
1. トブヨウニ
2. 点描のしくみ
3. I WANT YOU I NEED YOU
4. ゴージャス
  - THE YELLOW MONKEY『PUNCH DRUNKARD』収録曲のセルフカバー
5. CALL ME
6. 朝日楼(朝日の当たる家)
7. シュレッダー
8. LOVE & PEACE
9. 雨雲
10. HATE
  - アコースティックバージョンでの披露
11. Working Crass Hero
  - アコースティックバージョンの披露
12. CALIFORNIAN RIDER
  - アコースティックバージョンでの披露
13. Don't Look Back In Anger
  - アコースティックバージョンでの披露
14. 4000粒の恋の唄
  - THE YELLOW MONKEY『「EXPERIENCE MOVIE」』収録曲のセルフカバー。
  - アコースティックバージョンでの披露
15. BEAUTIFUL
16. BELIEVE
17. HEARTS

### DISC2
1. LOVERS ON BACKSTREET
  - THE YELLOW MONKEY『Bunched Birth』収録曲。
2. バラ色の日々
  - THE YELLOW MONKEYのシングルのセルフカバー。
3. WINNER
4. WEEKENDER
5. Shine and Eternity
6. FLOWER
7. 血潮
  - アカペラバージョンでの披露
8. JAM
  - THE YELLOW MONKEYのシングル。本公演のみ披露となった。